# Pavel Janeček (plavec)
Pavel Janeček (* 7. dubna 1994) je český plavec. Na Letních olympijských hrách v roce 2016 startoval v polohovém závodě mužů na 400 metrů. Jeho čas 4:22,09 v rozplavbách ho nekvalifikoval do finále.
V mládí trénoval v plaveckém klubu TJ Delfín Náchod. 